# Taula (Vavaʻu)
Taula (auch: Laurabeto) ist eine unbewohnte Insel in der tonganischen Inselgruppe Vavaʻu.

## Geographie
Taula ist eine der südlichsten Inseln von Vavaʻu. Das Motu liegt zwischen Lua Loli und Maninita.

## Klima
Das Klima ist tropisch heiß, wird jedoch von ständig wehenden Winden gemäßigt. Ebenso wie die anderen Inseln der Vavaʻu-Gruppe wird Taula gelegentlich von Zyklonen heimgesucht.